# 小行星3030
小行星3030（3030 Vehrenberg）是一颗围绕太阳公转的小行星。1981年3月1日，舒爾特·巴斯在赛丁泉山发现了此天体。
該小行星以德國業餘天文學家漢斯·維倫堡（Hans Vehrenberg）命名。
这颗小行星的绝对星等为109.9882449357147等。